# Покровская (Вельский район)
Покро́вская — деревня в Вельском районе Архангельской области. Входит в состав Аргуновского сельского поселения (муниципальное образование «Аргуновское»).

## Географическое положение
Деревня расположена на правом берегу реки Вага, притока реки Северная Двина, влотную к двум другим населённым пунктам Аргуновского сельского поселения, деревне Лучинская на севере и деревне Овсяниковская на западе. Расстояние до административного центра поселения, посёлка Аргуновский, составляет 1,7 км по прямой, или 2,0 км пути на автотранспорте. Расстояние до железнодорожной станции в городе Вельск — 6,2 км (10 км).
Часовой пояс
Покровская, как и вся Архангельская область, находится в часовой зоне МСК (московское время). Смещение применяемого времени относительно UTC составляет +3:00.

## Население
| 2002 | 2010 | 2012 | 2014 |
| ---- | ---- | ---- | ---- |
| 36   | ↗48  | ↗62  | ↗70  |

| Население                            | на 1 января 2010 года |
| ------------------------------------ | --------------------- |
| В возрасте до 16 лет                 | 14                    |
| Трудовые ресурсы (из них работающих) | 24 (24)               |
| Пенсионеры                           | 19                    |
| Всего                                | 57                    |
| Прибыло / выбыло (за год)            | 3 / 1                 |
| Родилось / умерло (за год)           | 1 / 1                 |

## Инфраструктура
Жилищный фонд деревни составляет 1,1 тыс. м². Объекты социальной сферы на территории населённого пункта отсутствуют.

## Русская православная церковь
Церковь Покрова Пресвятой Богородицы Объект культурного наследия № 2900374000  - деревянная церковь, обшитая тёсом,  построенная по инициативе крестьянина А. Д. Занина в 1898 г. Невысокий одноглавый четверик с пятигранным алтарем, трапезной и двухъярусной колокольней. Была закрыта в 1930-х. Вновь действует с 2012 года..